# Олесунн
О́лесунн (норв. Ålesund, устар. Аалезунд) — город на западном побережье Норвегии, в фюльке Мёре-ог-Румсдал. Население 40,8 тыс. жителей.
Один из немногих сохранившихся городов в мире, построенных в стиле «ар нуво», благодаря чему является туристическим центром.
Отличается мягким климатом благодаря близости Гольфстрима.
Имеется крупный морской порт. Аэропорт Вигра.

## География
Город Олесунн расположен между Хьюронд-фьордом и Гейрангер-фьордом, внесёнными в список всемирного наследия ЮНЕСКО.
Административно Олесунн входит в фюльке Мёре-ог-Ромсдал и находится на семи островах:
- Хесса (Hessa),
- Аспрёй (Aspøy),
- Нёрвёй (Nørvøya),
- Окснёй (Oksnøy),
- Эллингсёй (Ellingsøy),
- Хумла (Humla),
- Тёрла (Tørla).

Центр города стоит на островах Аспрёй и Нёрвёй, а острова Хесса и Окснёй занимают жилые районы. Остров Эллингсёй (второй по площади) доступен только по морю или по дороге через город Скодье (Skodje), где в 1987 году был построен подводный туннель.
Площадь муниципалитета Олесунн составляет 93 км². Плотность населения 430 чел/км².
Город имеет выраженный морской климат с мягкими, но ветреными зимами. Самый холодный месяц года — январь, со среднемесячной температурой 1,3 °C. Самая низкая температура, зарегистрированная за всю историю наблюдений, — всего −11 °C.

## История

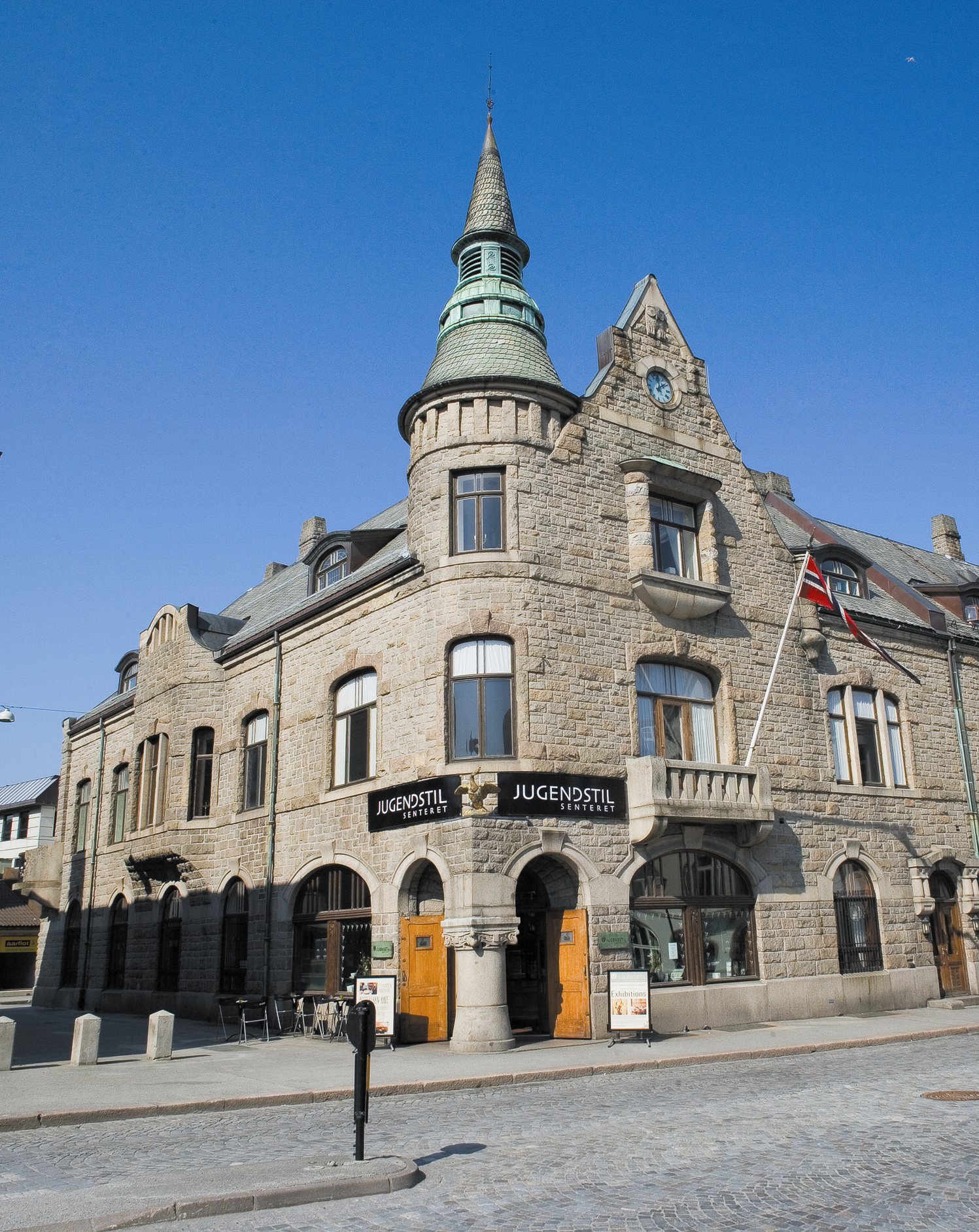
Здание Центра Ар нуво

Согласно легенде, Роллон или Роберт I, основатель династии князей Нормандии (X век), родом из поселения Giske, к северо-западу от Олесунна.
Особый городской пейзаж Олесунна (неоклассические и неоготические каменные здания с рельефами, башенками и гербами) сложился в результате трагедии. В ночь на 23 января 1904 года город был почти полностью уничтожен сильнейшим пожаром (как и в других городах Норвегии дома Олесунна все были деревянными). Удивительно, но лишь один человек погиб в огне, однако более 10 тыс. человек остались без крова.
Восстановлением города занимался архитектор, сторонник стиля «ар нуво», популярного в то время в Европе. Частично финансировал восстановление города германский кайзер Вильгельм II, любивший отдыхать в окрестностях города. Таким образом, большинство зданий города были построены между 1904 и 1907 годами, а башенки, шпили и другие интересные архитектурные детали сделали город одним из самых своеобразных городов Норвегии и популярным туристическим объектом.

## Экономика
Олесунн является одним из крупнейших и важнейших центров норвежской рыболовной промышленности. Городской рыбопромысловый флот является одним из самых современных в Европе.
Также в Олесунне и окрестностях развита мебельная промышленность. Здесь находятся офисы и производственные площади таких мебелепроизводящих компаний, как Ekornes, StressLess chair и Stokke company.
Серьёзную роль в экономике города играет туристическая индустрия. Олесунн — один из портов, в который дважды в день приходит туристический паром компании Hurtigruten из Великобритании. Из России летом организуются чартерные авиарейсы в местный аэропорт «Вигра».

## Музеи

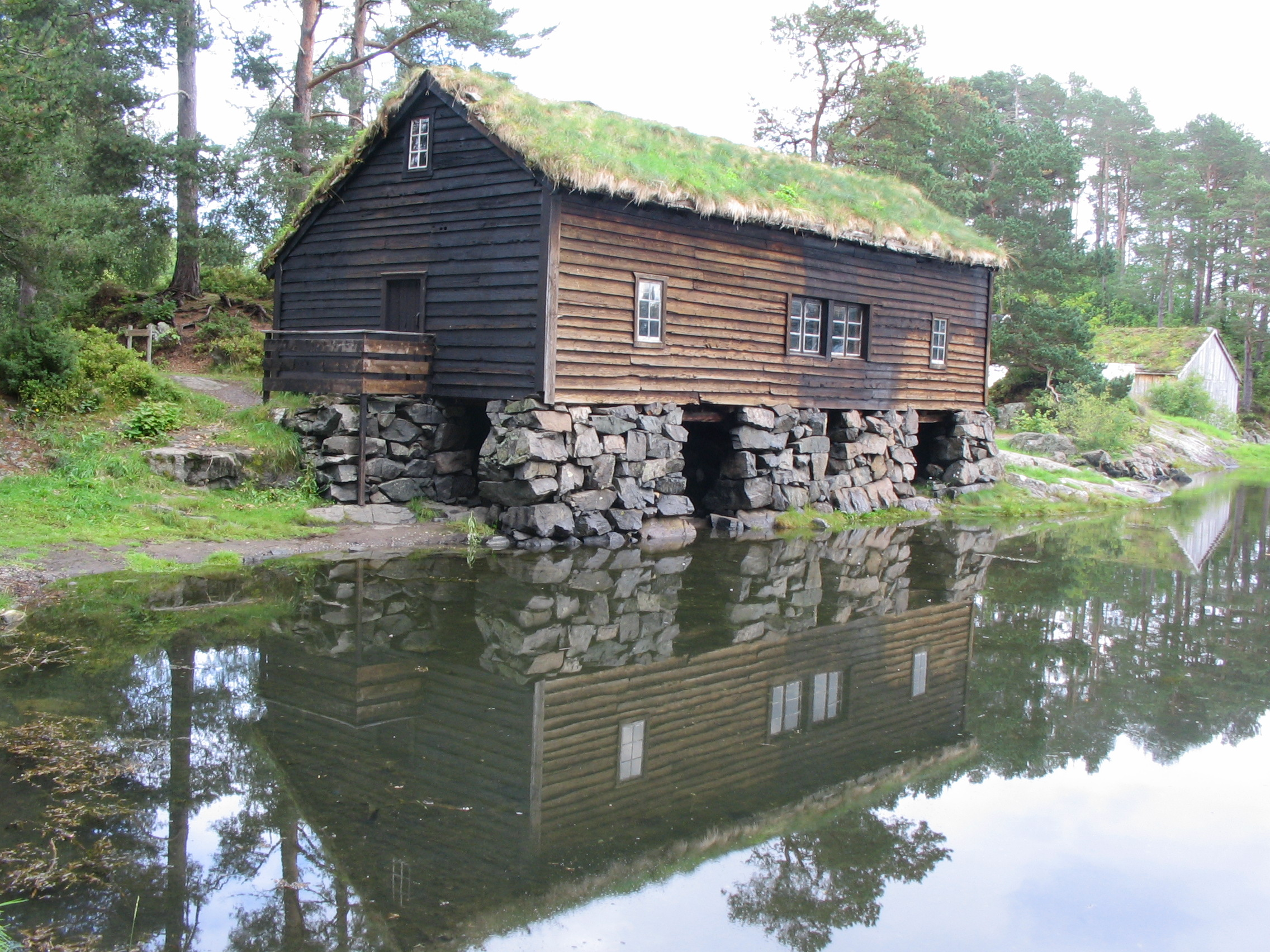
Этнографический музей Суннмёре.

В Музее Олесунна можно узнать, как выглядел город до разрушительного пожара и какие огромные усилия предприняли жители, пытаясь его погасить. Кроме того в городе действует «Центр ар нуво» (Jugendstilsenteret), экспозиция которого показывает использование стиля ар нуво в Олесунне как при строительстве зданий, так и при дизайне интерьеров и мебели.

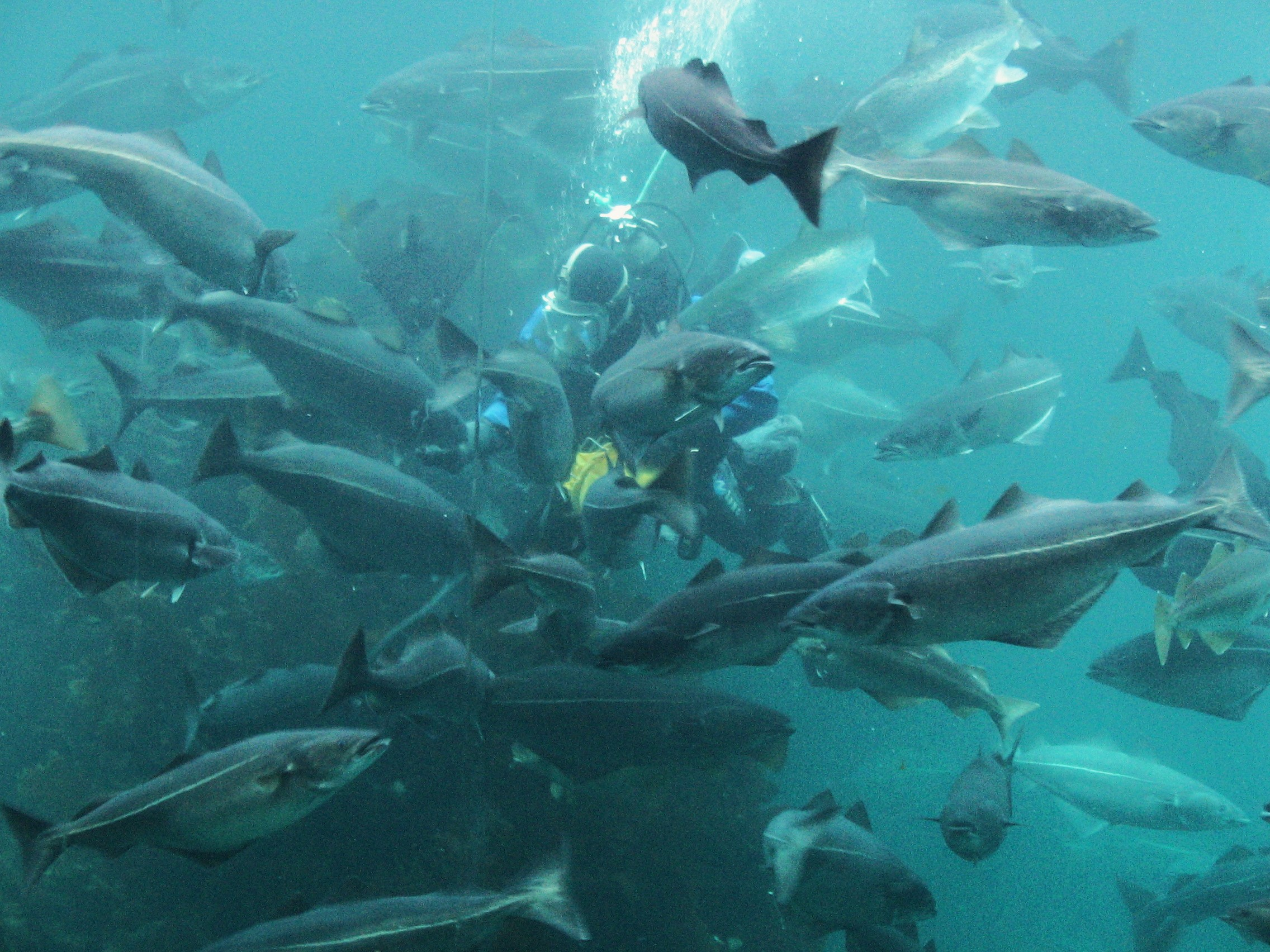
Кормление рыб в Атлантическом парке.

В трёх километрах к западу от Олесунна расположен Атлантический парк, один из самых крупных аквариумов Скандинавии. Здесь можно увидеть жизнь в том виде, в котором она существует в северных водах Атлантического океана. Вода в аквариумы закачивается непосредственно из океана по трубопроводу, поэтому рыбы в них существуют в своей естественной среде. Ежедневно в 13:00 посетители могут наблюдать, как водолаз погружается в ёмкость самого большого аквариума, чтобы покормить обитающую там рыбу — палтусов, треску, морских угрей и множество других видов.
В этнографическом музее под открытым небом — Музее Суннмёре, расположенном в 4 километрах к востоку от Олесунна — сохранено приблизительно 50 исторических зданий региона. Здесь можно увидеть лодки викингов, крестьянские наряды, хозяйственные постройки, модели деревенских домов и церквей.

## Спорт
Местная футбольная команда — Олесунн (Aalesunds Fotballklubb (AaFK)) была основана в 1914 году. Команда впервые попала в норвежскую премьер-лигу в сезоне 2003 года. Новый домашний стадион команды — «Колор Лайн Стадион» открыт 16 апреля 2005 года и находится приблизительно в 1 км от центра города. Клуб поддержки команды называется Stormen и насчитывает около 2000 членов.

## Города-побратимы
- Акюрейри (исл. Akureyri), Исландия
- Борго-а-Моццано (итал. Borgo a Mozzano), Италия
- Вестерос (швед. Västerås), Швеция
- Висмар (нем. Wismar), Германия
- Лахти (фин. Lahti, швед. Lahtis), Финляндия
- Питерхед (англ. Peterhead), Шотландия, Великобритания
- Такома (англ. Tacoma), Вашингтон, США

## Галерея

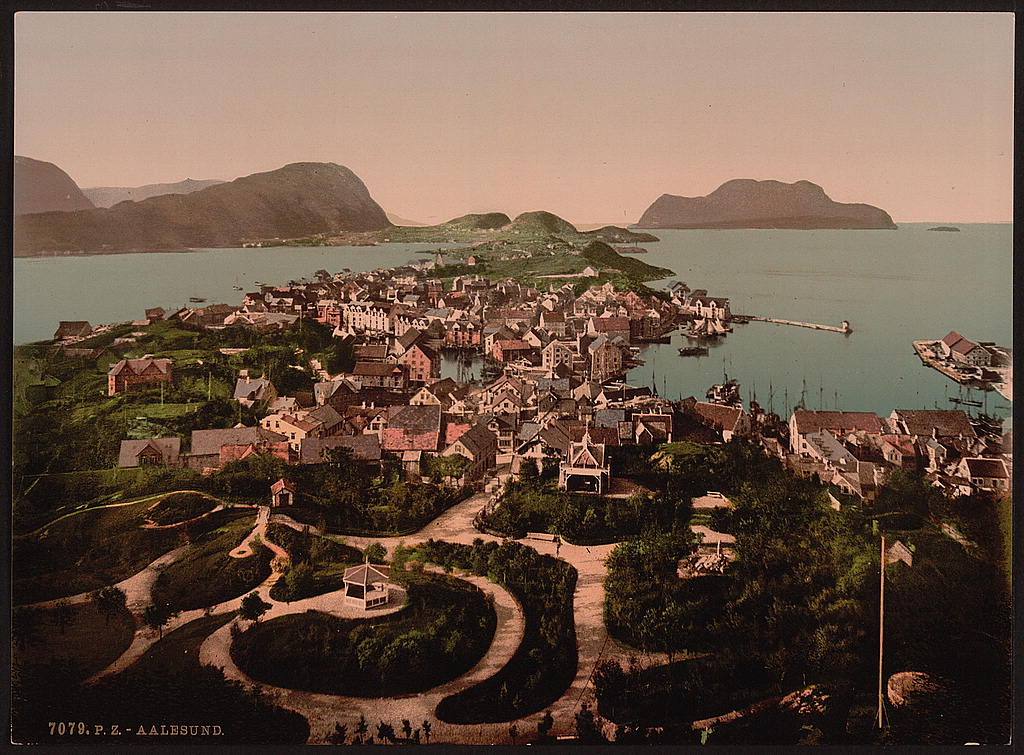
Олесунн до пожара (вид со смотровой)
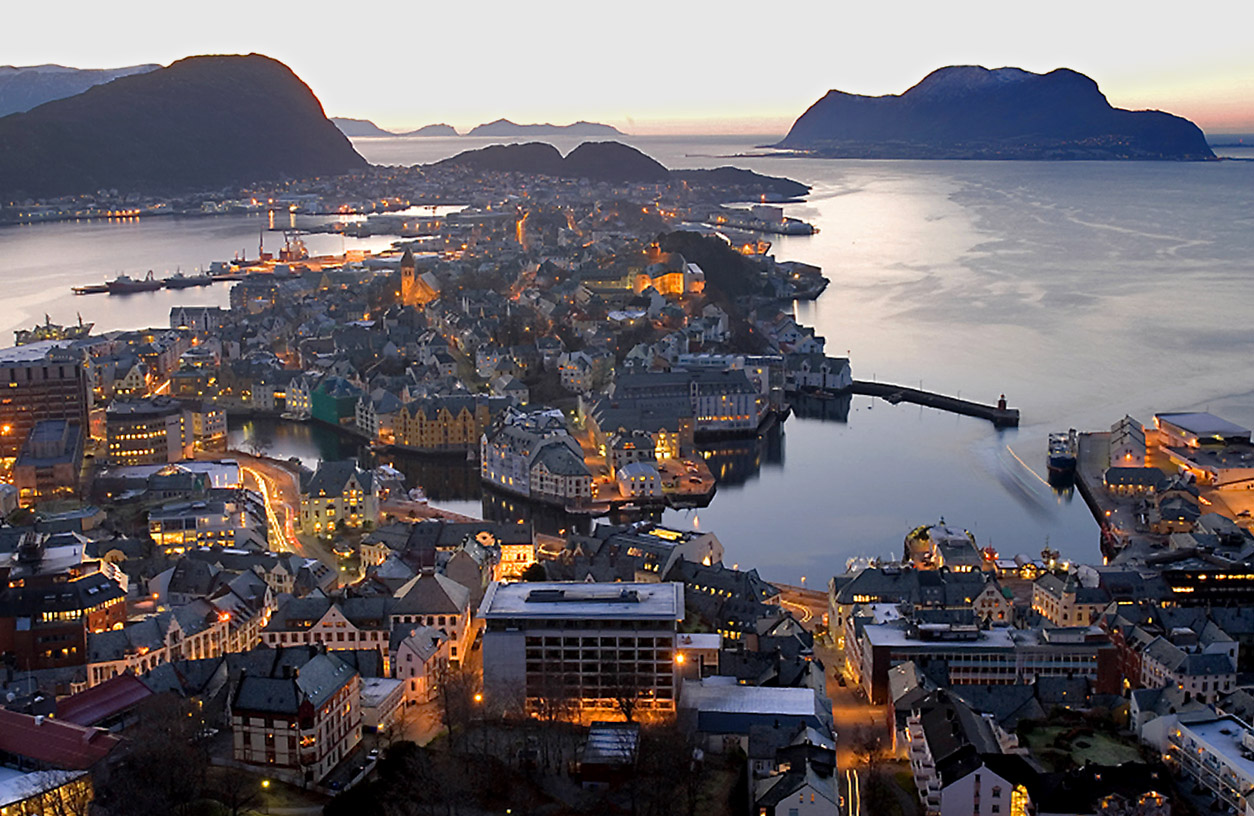
Вечерний Олесунн (вид со смотровой)
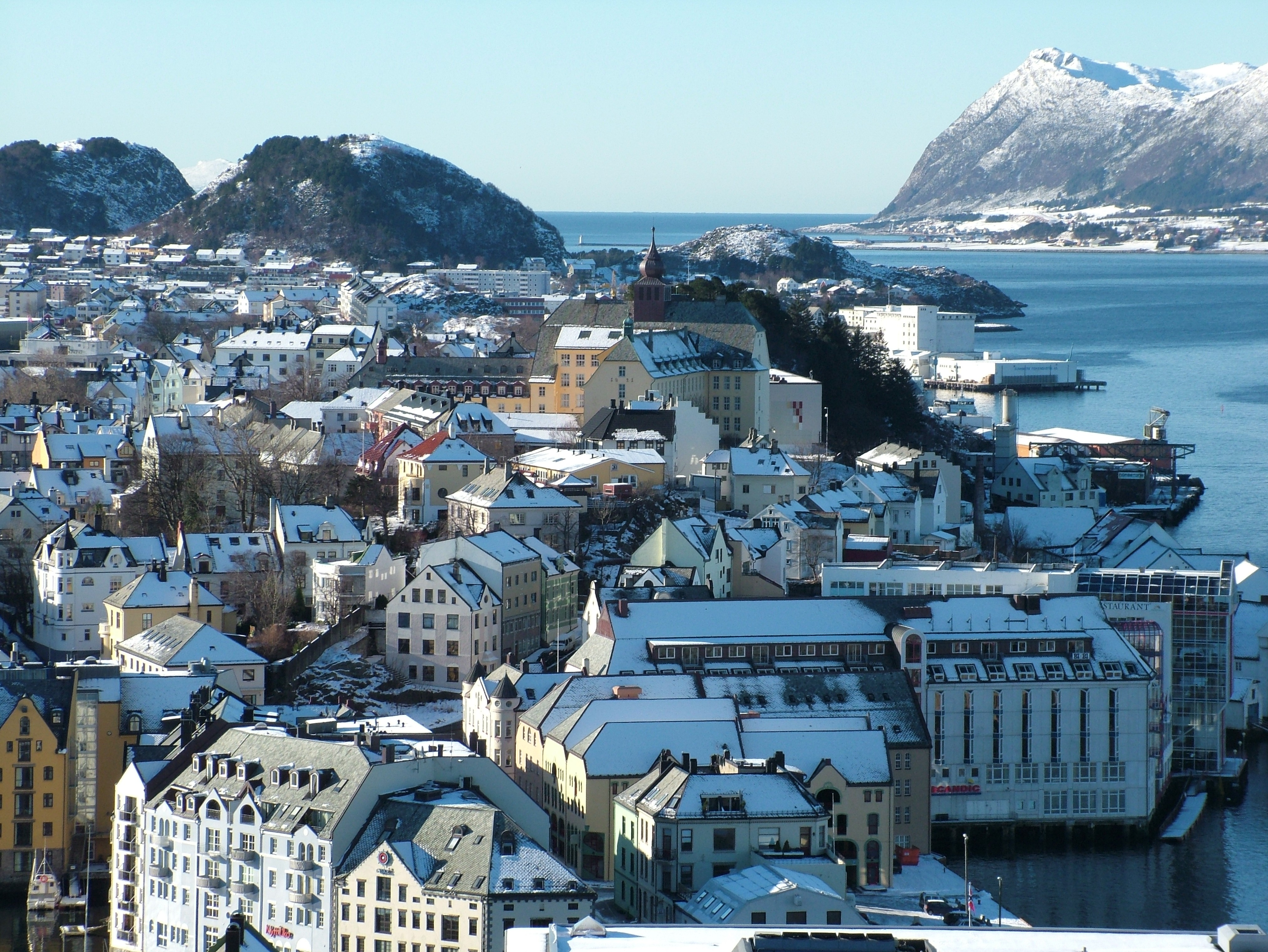
Олесунн зимой (вид со смотровой)
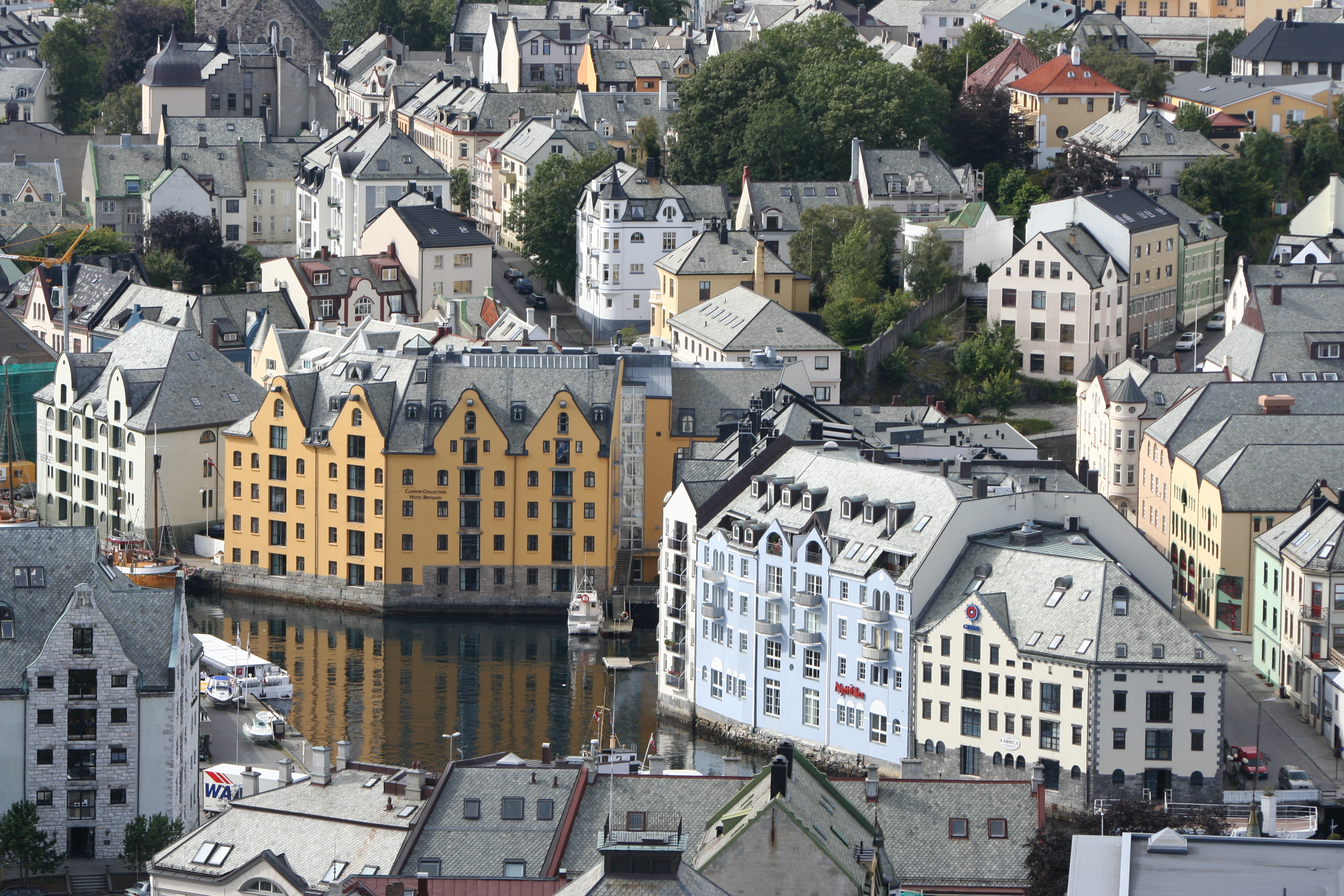
Центр города (вид со смотровой)
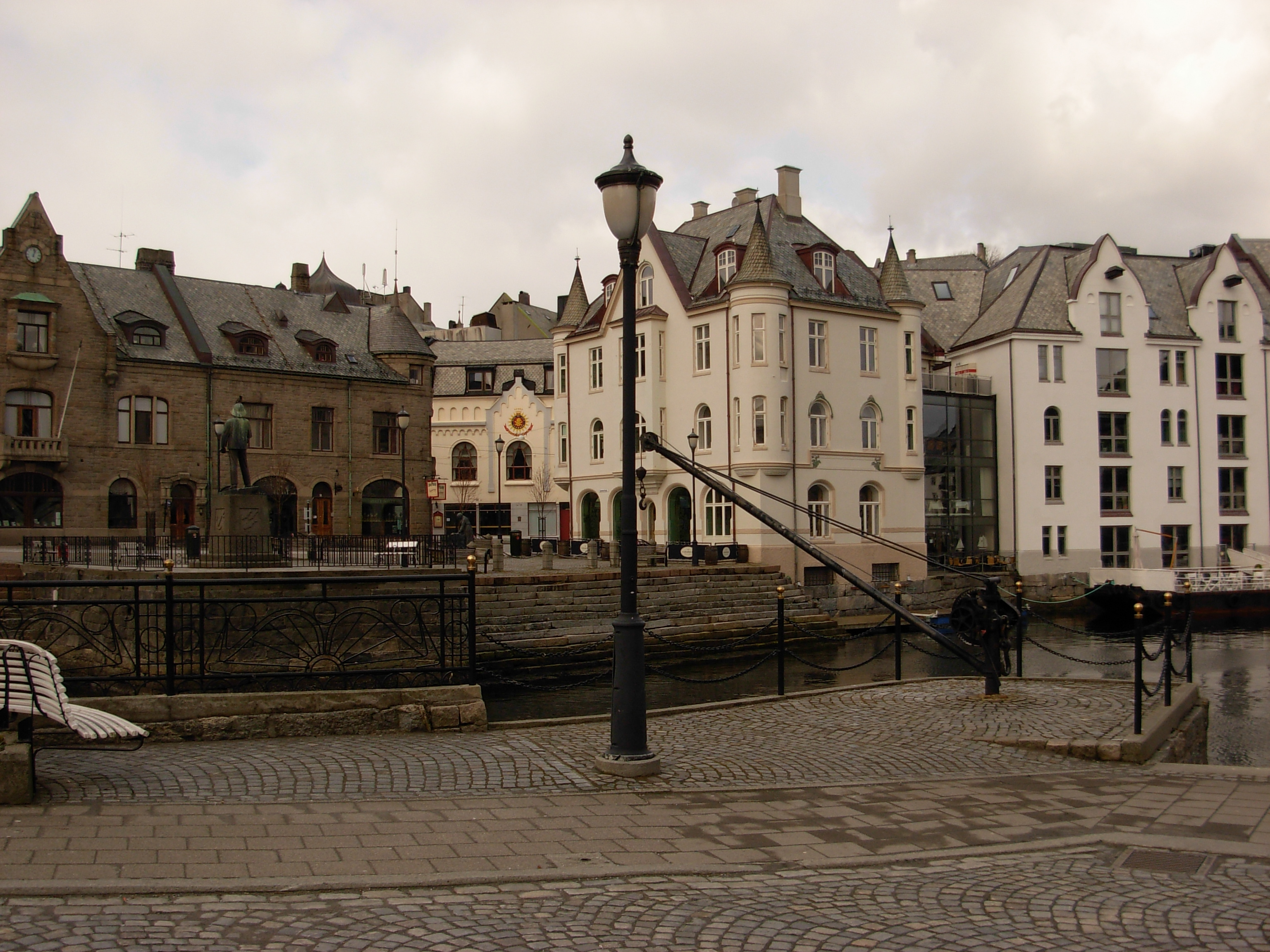
Центр города
Центр города, памятник рыбаку
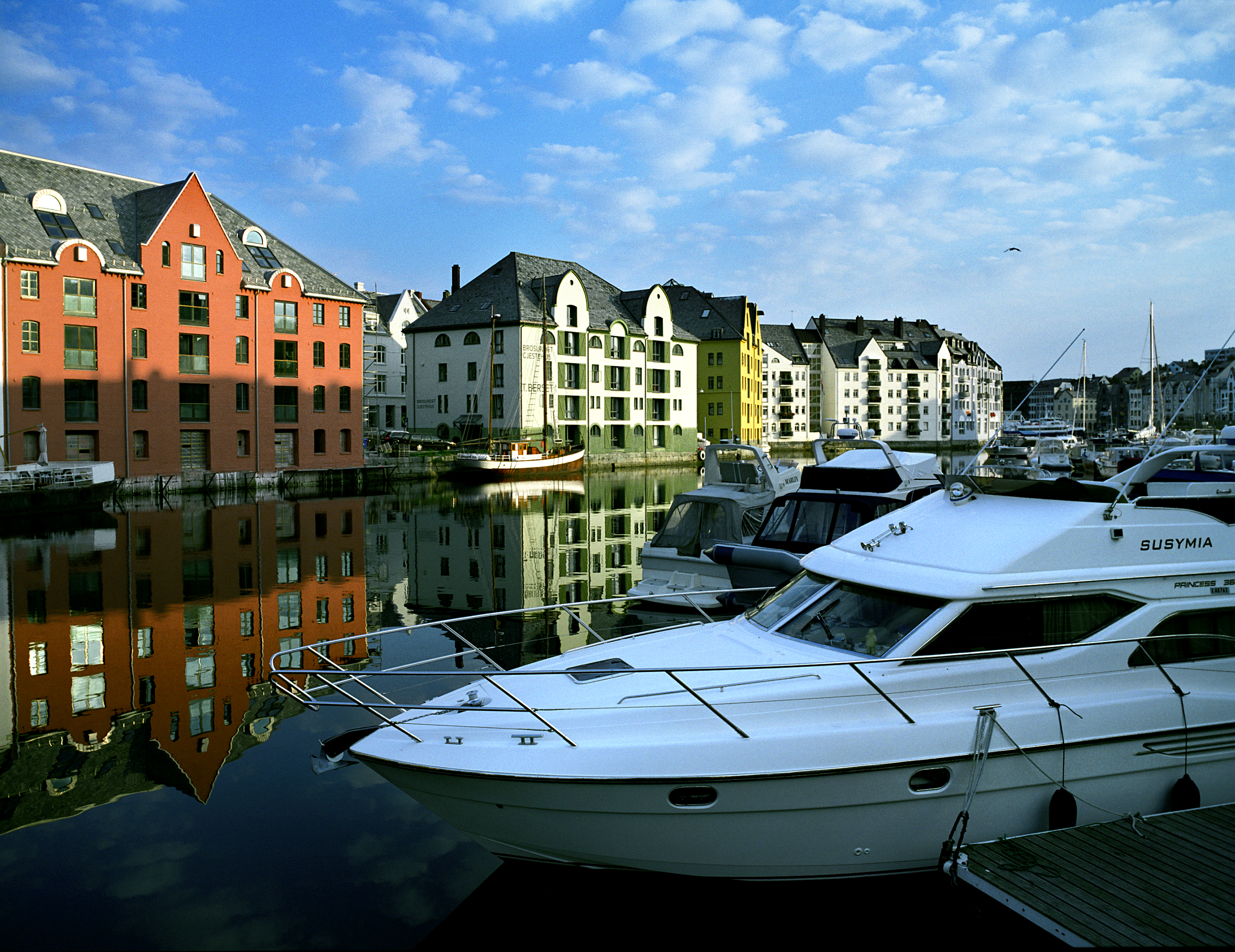
Центр города.
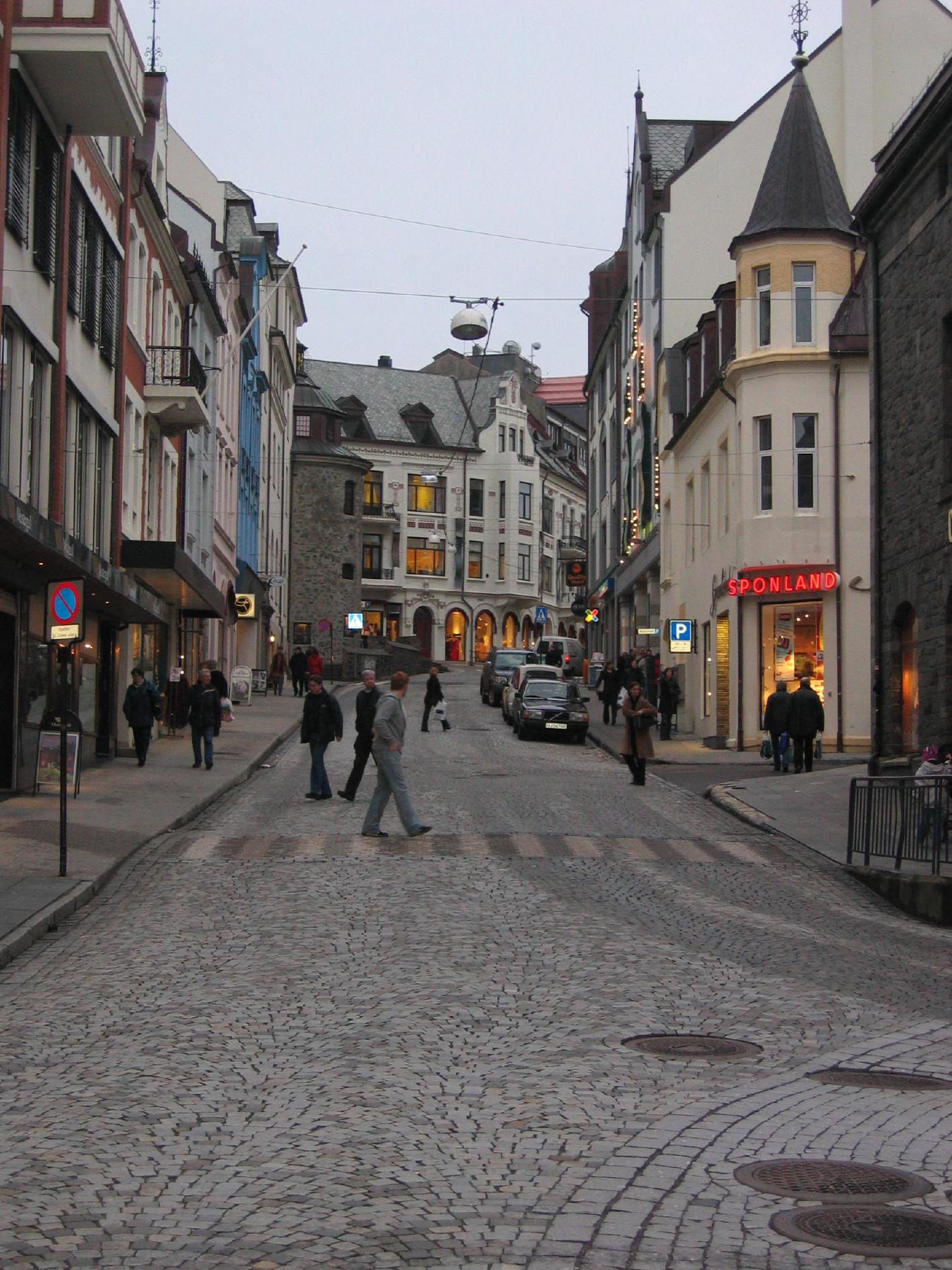
Улицы Олесунна
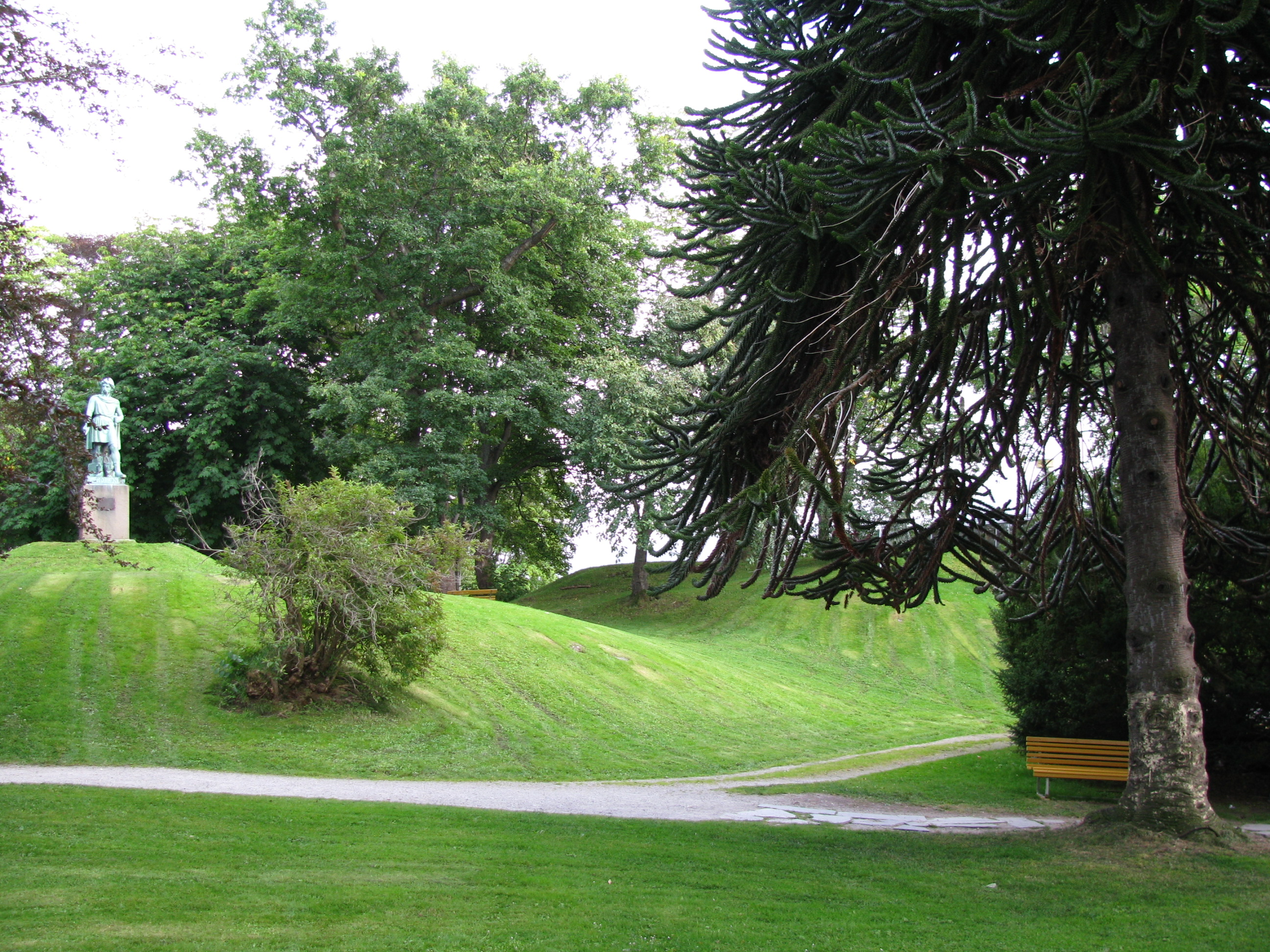
парк Олесунна
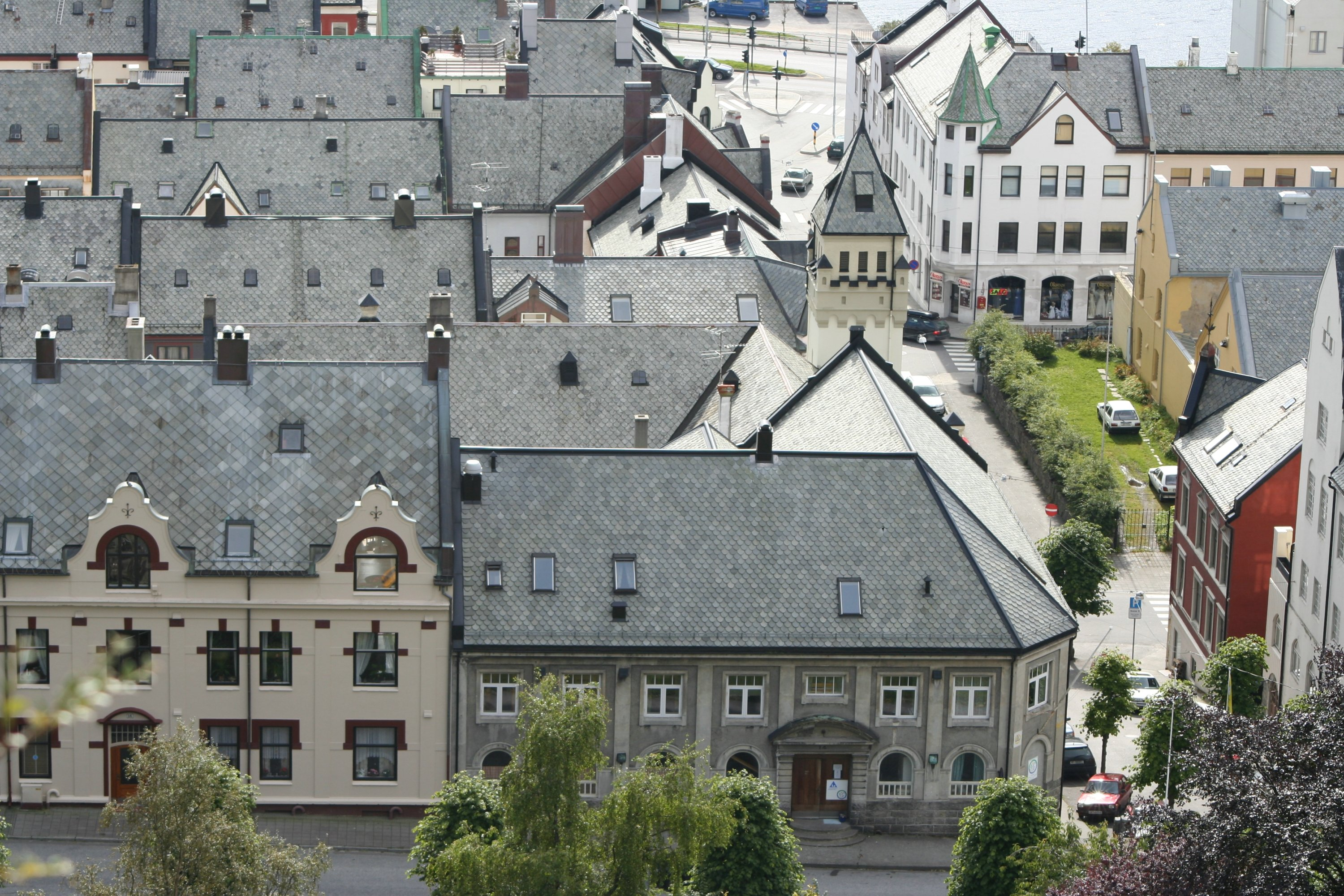
Крыши города